# Ba Cụt
Lê Quang Vinh (1923 – 13 de julho de 1956), popularmente conhecido como Ba Cụt era um comandante militar do Hòa Hảo, uma seita religiosa, que operava a partir do Delta do Mekong e controlada de várias partes do sul do Vietnã durante a década de 1940 e início da década de 1950.
Ba Cụt e suas forças, lutaram contra o Exército Nacional Vietnamita (VNA), o Việt Minh, e o movimento religioso Cao Đài a partir de 1943 até sua captura em 1956. Conhecido por ser temperamental, ele foi considerado excêntrico e um líder cruel que lutou com pouco propósito ideológico. Seu apelido veio da sua auto-amputação de seu dedo indicador da mão esquerda (embora erroneamente fosse relatado que era o seu dedo médio ou "terceiro dedo cortado"). Mais tarde, ele jurou não cortar o cabelo até que o comunista Việt Minh fosse derrotado. Ba Cụt frequentemente fez alianças com várias facções vietnamitas e francesas. Ele sempre aceitava o apoio oferecido em troca de sua cooperação e, em seguida, quebrava o acordo—no entanto, os franceses fizeram acordos com ele em cinco ocasiões. A posição francesa era fraca, porque suas forças militares tinham sido esgotadas pela Segunda Guerra Mundial, e eles tinham uma grande dificuldade em restabelecer o controle sobre a Indochina francesa, que havia sido deixada com um vácuo de poder após a derrota do Japão.
Em meados de 1955, tudo mudou para várias facções, quando o Primeiro-Ministro Ngô Đình Diệm do Estado do Vietnã e o Exército Nacional Vietnamita começaram a aumentar suas presenças no sul. Ba Cụt e seus aliados foram encurralados para a selva, e a sua posição foi ameaçada pelas ofensivas do governo. Depois de quase um ano de luta, Ba Cụt foi capturado, sendo condenado à morte e decapitado em público na cidade de Cần Thơ.

## Início de vida e antecedentes

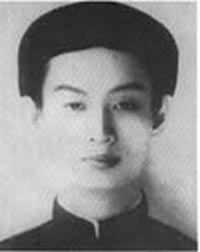
Huỳnh Phú Sổ, o líder da Hòa Hảo

Ba Cụt nasceu aproximadamente em 1923 em Long Xuyên, uma cidade regional no Delta do Mekong, no extremo sul do Vietnã. Ele era órfão em uma idade adiantada e adotado por uma família local de camponeses. Ba Cụt era analfabeto e era conhecido desde a infância como uma pessoa temperamental e energética. Os arrozais da família foram confiscados por um proprietário proeminente, o pai de Nguyễn Ngọc Thơ. A amarga experiência pessoal de Ba Cụt o impregnava de um ódio permanente e fanático em relação aos latifundiários. Thơ viria à se tornar um líder político na década de 1950 e desempenhou um papel fundamental na eventual captura e execução de Ba Cụt. Uma aura de mistério cercou Ba Cụt durante sua vida, e jornalistas estrangeiros incorretamente relataram que ele tinha cortado o dedo como parte de um voto para derrotar os franceses. À medida que Ba Cụt se tornava mais fanático em suas crenças religiosas e passava tempo crescendo com homens religiosos locais, o pai de Ba Cụt exigiu que ele trabalhasse mais nos campos de arroz da família. Ba Cụt cortou seu dedo indicador, que foi necessário para o trabalho nos arrozais.
O Vietnã foi um lugar tumultuado durante a juventude de Ba Cụt, particularmente no Delta do Mekong. Em 1939, Huỳnh Phú Sổ fundou o movimento religioso Hòa Hảo, e dentro de um ano tinha ganhado mais de 100.000 seguidores. Ele chamou tantos adeptos por duas razões: as profecias que ele fez sobre o início da Segunda Guerra Mundial e a conquista do Sudeste Asiático pelo Japão, que provou ser correta; E seu trabalho como um curador místico - seus pacientes alegaram ter sido milagrosamente curados de todo o tipo de doenças graves depois de vê-lo, quando a medicina ocidental tinha falhado. Um apelo de culto de Sổ alarmou as autoridades coloniais francesas. Durante a Segunda Guerra Mundial, o Japão Imperial invadiu e tomou o controle do Vietnã da França; sua derrota e retirada no final da guerra em 1945 deixou um vácuo de poder no país.
A Hòa Hảo formou seu próprio exército e administração durante a guerra, e começou um Estado de fato em sua fortaleza no Delta do Mekong. Eles entraram em conflito com a Cao Đài, outro novo movimento religioso, que também se gabava de ter um exército privado e controlava uma região próxima ao sul do Vietnã, em torno de Tây Ninh. Enquanto isso, em Saigon, o sindicato do crime organizado por Bình Xuyên governou grande parte da cidade através de sua milícia criminosa. Essas três forças do sul lutaram pelo controle do sul do Vietnã com os principais protagonistas: os franceses, que estavam tentando restabelecer o controle colonial em toda a nação; e o líder comunista Việt Minh, buscou a independência vietnamita.
Na época, os muitos grupos que disputavam o poder - incluindo suas respectivas facções - engajavam-se em alianças de conveniência que eram frequentemente quebradas. O historiador David Elliott escreveu: "A causa final mais importante do declínio francês foi a natureza inerentemente instável das alianças políticas que eles tinham planejado... A história das relações francesas com a seita de Hoa Hao é um relato Ilustrado das armadilhas dos acordos políticos de curto prazo entre forças cujos interesses de longo prazo conflitam."
O Hòa Hảo começou inicialmente em confrontos de grande escala com o Việt Minh em 1945, mas em meados de 1946 os dois grupos concordaram em parar de lutar uns contra os outros e em vez disso lutar contra os franceses. No entanto, em junho de 1946, Sổ se distanciou de seus líderes militares e começou o Dân Xã (Partido Social Democrata). Por causa de seu carisma, Việt Minh viu Sổ como uma ameaça e o assassinou, deixando Hòa Hảo sem líder e fazendo com que os líderes militares de Sổ seguissem caminhos separados. A divisão causou um aumento na violência com as várias facções Hòa Hảo envolvidas em conflitos entre si.

## Última posição contra Diệm

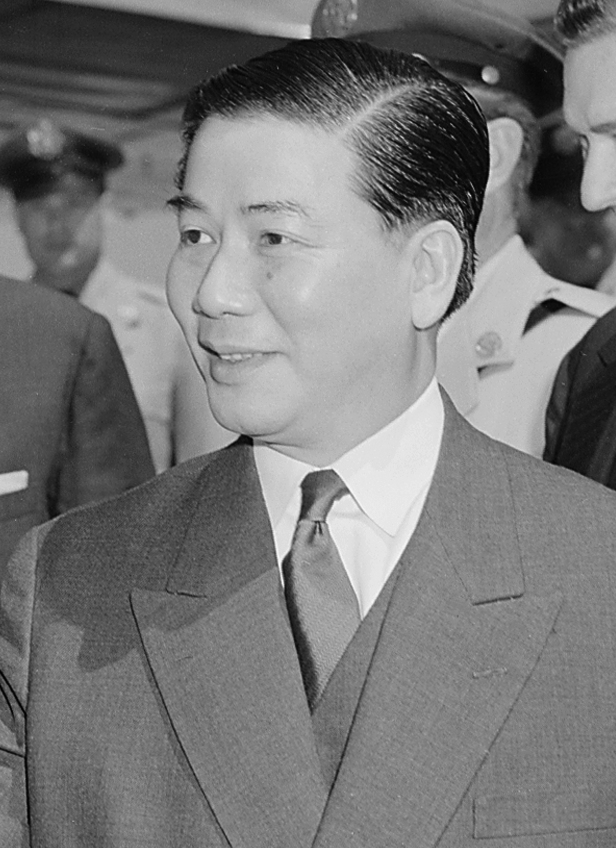
Ngô Đình Diệm, O Primeiro-Ministro do Estado do Vietnã

Em 1955, Diệm tentou integrar os exércitos Hòa Hảo restantes na VNA. Ba Cụt foi um dos quatro líderes militares da Hòa Hảo que recusaram a oferta do governo em 23 de abril, e continuaram a operar autonomamente. Em certo momento, o Cao Đài, Hòa Hảo e Bình Xuyên formaram uma aliança chamada Frente Unida, uma tentativa de pressionar Diệm para entregar o poder; Ba Cụt foi nomeado comandante militar sênior. No entanto, isso tinha pouco significado, já que as várias unidades ainda eram autônomas umas das outras, e a Frente Única era mais uma peça importante do que um meio de facilitar uma ação coordenada, e de forma alguma não reforçava qualquer ameaça militar contra Diệm. Os líderes desconfiavam uns dos outros e muitas vezes enviavam subordinados às reuniões. Inicialmente, representantes norte-americanos e franceses no Vietnã esperavam que Diệm assumisse um papel cerimonial e permitisse aos líderes da seita - incluindo Ba Cụt - manter cargos governamentais. No entanto, Diệm se recusou a compartilhar o poder e lançou uma súbita ofensiva contra Ba Cụt em Thốt Nốt em 12 de março, bombardeando a área fortemente. A batalha foi inconclusiva e ambos os lados culparam o outro por causar instabilidade e perturbar a situação. Diệm atacou então o quartel-general de Bijn Xuyên em Saigon no final de abril, esmagando-os rapidamente.
Durante os combates, a Hòa Hảo tentou ajudar o Bình Xuyên atacando cidades e forças governamentais no coração do Delta do Mekong. Os homens de Ba Cụt, que também se irritaram com a recente prisão de alguns colegas, bloquearam os rios Mekong e Bassac e sitiaram várias cidades, como Sa Đéc, Long Xuyên e Châu Đốc, sufocando a economia regional. A Hòa Hảo fechou várias estradas regionais importantes e interrompeu o fluxo de produtos agrícolas da região mais fértil da nação para a capital, fazendo com que os preços dos alimentos subissem em 50%, carnes e vegetais tornaram-se escassos. Ba Cụt atacou então um batalhão de tropas da VNA ao sul de Sa Đéc. Logo depois, eles se retiraram para uma cidadela do Hòa Hảo nas margens do Bassac. Depois de reforçar sua base, a Hòa Hảo procedeu a disparar morteiros através da água para a cidade de Cần Thơ, que ficava do lado oposto do rio. Durante este período, a Frente Unida acusou publicamente Diệm de tentar subornar Ba Cụt com 100 milhões de piasters.
Com o Bình Xuyên derrotado, Diệm voltou sua atenção para a conquista da Hòa Hảo. Como resultado, uma batalha entre as tropas governamentais lideradas pelo General Dương Văn Minh e os homens de Ba Cụt começou em Cần Thơ em 5 de junho. Cinco batalhões da Hòa Hảo renderam-se imediatamente; Ba Cụt e três líderes restantes tinham fugido para a fronteira cambojana até o final do mês. Os soldados dos três outros líderes eventualmente renderam-se, mas os homens de Ba Cụt continuaram até o fim, reivindicando lealdade ao Imperador Bảo Đại. Diệm respondeu substituindo os oficiais dos regimentos pessoais de Bảo Đại por seus próprios homens e usou as unidades reais para atacar os rebeldes de Ba Cụt perto de Hà Tiên e Rạch Giá, superando em número a Hòa Hảo em pelo menos um fator de cinco. Sabendo que não podiam derrotar o governo em uma guerra convencional aberta, as forças de Ba Cụt destruíram suas próprias bases para que a VNA não pudesse usar seus recursos abandonados e recuaram para a selva. 3.000 homens de Ba Cụt passaram o resto de 1955 evadindo de 20.000 soldados da VNA que haviam sido desdobrados para sufoca-los. Uma recompensa de um milhão de piasters foi colocada na cabeça de Ba Cụt, que espalhou trilhas de dinheiro na selva, na esperança de distrair seus perseguidores, mas sem sucesso. Os comunistas reivindicaram em uma história escrita décadas mais tarde que Ba Cụt tinha tentado forjar uma aliança com eles, mas que as negociações quebraram alguns meses mais tarde.
Apesar de sua fraca situação militar, Ba Cụt tentou interromper a realização de um referendo fraudulento que Diệm tinha programado para depor Bảo Đại como chefe de Estado. Ba Cụt distribuiu panfletos condenando Diệm como um fantoche norte-americano, afirmando que o primeiro-ministro iria "catolicizar" o país; o referendo foi parcialmente financiado pelo governo dos EUA e várias organizações católicos romanas. Diệm tinha forte apoio dos políticos católicos romanos norte-americanos e o poderoso cardeal de Francis Spellman e seu irmão mais velho, Pierre Martin Ngô Đình Thục, era arcebispo de Huế. Ba Cụt prescientemente notou que o referendo era um meio "para Diem reunir as pessoas de todas as cidades e forçá-las a demonstrar um objetivo: depor Bao Dai e proclamar o fantoche Diem como o chefe de Estado do Vietnã." No dia da votação, os homens de Ba Cụt impediram o voto nas regiões fronteiriças que controlavam, e aventurou-se fora das selvas para atacar as assembleias de voto em Cần Thơ. Apesar dessa interrupção, Diệm foi fraudulentamente creditado com mais de 90% de apoio no território controlado pela Hòa Hảo, e uma participação quase unânime foi registrado na área. Estes resultados foram replicados em todo o país, e Diệm depôs Bảo Đại.
Eventualmente, Ba Cụt foi cercado, e procurou fazer um acordo de paz com o governo Diệm para evitar ser feito prisioneiro. Ba Cụt enviou uma mensagem a Nguyễn Ngọc Thơ, o funcionário público que supervisionava o lado civil da campanha contra a Hòa Hảo, pedindo negociações para que seus homens pudessem ser integrados à sociedade dominante e às forças armadas da nação. Thơ concordou em encontrar Ba Cụt sozinho na selva, e apesar dos receios de que a reunião fosse uma armadilha da Hòa Hảo, ele não foi emboscado. No entanto, Ba Cụt começou a pedir concessões adicionais e a reunião terminou em um impasse. De acordo com o historiador Hue-Tam Ho Tai, a antipatia vitalícia de Ba Cụt para com a família de Thơ influenciou seu comportamento durante sua última posição. Ba Cụt foi preso por uma patrulha em 13 de abril de 1956, e suas forças restantes foram derrotadas na batalha.

## Julgamento e execução

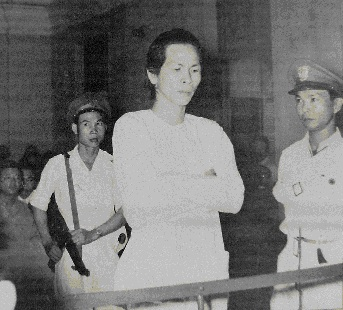
Ba Cụt em Cần Thơ Tribunal Militar, 1956

O governo de Diệm colocou Ba Cụt em julgamento. Durante os procedimentos, Ba Cụt retirou sua camisa de forma que a galeria pública pudesse ver quantas cicatrizes ele havia sofrido enquanto lutava contra os comunistas. Isto, de acordo com ele, demonstrou sua devoção ao nacionalismo vietnamita. Ele desafiou qualquer outro homem a mostrar tantas cicatrizes. No entanto, o juiz Diệmist não estava impressionado. Ba Cụt foi considerado culpado de vários assassinatos e condenado à morte. O conselheiro de Diệm, o coronel Edward Lansdale da CIA, foi um dos muitos que protestaram contra a decisão. Lansdale sentiu que a execução mancharia Diệm—que proclamou a República do Vietnã (vulgarmente conhecida como Vietnã do Sul) e se declarou presidente—e antagonizando com os seguidores de Ba Cụt. Ngô Đình Nhu, irmão mais novo de Diệm e conselheiro-chefe, negou um indulto porque o exército, particularmente Minh, se opôs a qualquer clemência. Alguns setores do público sul, no entanto, eram simpáticos a Ba Cụt.
Ba Cụt foi guilhotinado publicamente em 13 de julho de 1956, em Cần Thơ. Seu corpo foi depois cortado em pedaços pequenos, que foram então enterrados separadamente. Alguns seguidores, liderados por um deputado chamado Bảy Đớm, retiraram-se para uma pequena área ao lado da fronteira cambojana, onde juraram não descansar até que Ba Cụt fosse vingado. Muitos de seus seguidores se juntaram mais tarde ao Việt Cộng—o movimento que sucedeu o Việt Minh que seu líder lutou—e pegaram em armas contra Diệm.